# Filpișu Mic
Filpișu Mic (węg. Kisfülpös) – wieś w Rumunii, w okręgu Marusza, w gminie Breaza. W 2011 roku liczyła 573 mieszkańców.